# سوني باركر
سوني باركر (بالإنجليزية: Sonny Parker)‏ (28 فبراير 1983 بميدلزبرة في المملكة المتحدة - ) هو لاعب كرة قدم بريطاني في مركز الدفاع. لعب مع نادي بريستول روفيرز ونادي غيتزهد وبيشوب أوكلاند ‏ وهوردن كوليري ولفير ‏.

## وصلات خارجية
- سوني باركر على موقع قاعدة بيانات كرة القدم.إي يو (الإنجليزية)
- سوني باركر على موقع Soccerbase.com (لاعب) (الإنجليزية)